# 章诒和
章诒和（1942年9月6日—），中国安徽桐城（今枞阳）人，生于重庆，中国戏曲学院戏文系毕业。為章伯钧二女，現為退休作家、戲曲研究學者、中國民主同盟成员，现居北京守愚齋。

## 生平
章兒時曾居於香港（灣仔與旺角親戚家）三年，在香港培正小學讀書，中華人民共和國建國前隨家人遷到北京定居；1954年起就读于北京师范大学附属女子中学（即今北京师范大学附属实验中学），1960年考進中国戏曲研究院戏曲文学系，大學時期（1963年）被下放到四川川剧团艺术室工作；1970年被四川省革命委员会、四川省公检法军事管制委员会宣布为现行反革命罪犯並判有期徒刑20年（當時被劃為右派），獄中誕下一女；1979年5月丈夫唐良友在成都因急性胰腺炎离世。
同年秋天被判無罪释放並回北京，後在四川省文化廳劇目室工作。1979年起在中国艺术研究院戏曲研究所，任助理研究员、副研究员、研究员，碩士生和博士生導師。2001年退休並開始寫作，2004年《往事並不如煙》出版後她曾數度赴港，多次出席書展著作宣傳與一些文學、文化座談會，如2007年3月30日至4月1日、2011年4月14日至16日舉辦之香港城市大學「城市文學節」座談活動，2007年9月29日獲三藩市中國民主教育基金會頒發中國傑出民主人士獎。
2015年7月初，在新浪微博发文，指共军抗战毙敌851人，引起争议。
2022年接受采访时表示“微信號被封我不怕，暴力機關只要敢進家門，我一定提刀出來”。
2023年6月8日，章诒和表示自己被限制離開中國。

## 家族
父为章伯钧，母為李健生（1990年5月逝世）；其兄章師明（1922年5月6日生，2002年前為中國農工民主黨名譽副主席）；其姊章詒學。

## 政治立场
章詒和一直呼籲要在民盟中央的大院裏，建立一個右派碑——儘管她作為民盟成員，連民盟的大門都進不去，更不能參加會議——「碑的正面是一個向右拐的箭頭，背後鐫刻着民盟反右史，後面應該有一面牆，5173塊磚，每塊鐫刻着民盟右派分子的姓名。這是民盟的苦難史，也是民盟的光榮史。」章詒和认为，「中國未來想要走得更好，必須清算，『去毛化』。沒有『去毛化』就像資中筠先生講的，一百年了，上面還是慈禧，下面還是義和團。」

## 代表作

### 《往事並不如煙》（又名《最後的貴族》）
本書其中之一文章《正在有情無思間─史良側影》先在2002年出版的第29期「老照片」內刊登（山東畫報出版社），讀者反應強烈，在2003年4月發行之第28、29輯「老照片」中再刊登《君子之交—张伯驹夫婦與我父母交往之叠影》一文，2004年加上其他文章交由人民文學出版社出版。

### 《一陣風，留下了千古絕唱》
而在2005年此著作由於內容有關在文革期間被迫害致死的馬連良的文章也被中国当局查禁，印好的書不能發行。但講述馬連良的同名文章卻在同年年末於中國青年報《冰點》周刊成功刊出，且並收錄在次年成功出版之《伶人往事》一書（大陸版）中，而中國大陸境內亦有該書的盜版發售。

### 《伶人往事》
2006年10月另一著作《伶人往事》成功在大陸發行面世（此書在之前已在港、台出版），同年12月初在深圳的首屆中國報紙閱讀文化圓桌會議上，由全國數十家報紙讀書版負責人、著名書評人投票評選出2006年十大好書之中，該書獲評為第四位；該書亦獲2007年1月20日公佈之2006年度书业十大系列评选中「2006年度十大人氣科圖書」榜中的第四位。

## 查禁
2006年12月下旬，國家新聞出版總署傳出消息，有七本已出版與一套叢書共11本被列為「重大出版違規書」，禁止繼續發行、再版，已發行的緊急收回，收回的全部銷毀；在2007年1月11日全國圖書定貨會開幕前，由國家新聞出版總署副署長鄔書林在舉行的通報會議上宣佈，因其題材「越線」而被列入作為「掃黃打非」的對象禁止繼續發行，一同被禁的還有前央视记者朱凌著的《我反对：一个人大代表的参政传奇》、朱華祥的《新聞界》、退休作家袁鷹的《風雲側記－我在人民日報副刊的歲月》、胡發雲的《如焉@SARS.come》等八部敏感題材著作（詳見外部連結），而據報被禁之原因也是因為其家族在近代歷史中特殊身份所致，出版社亦受嚴厲查處（消息由1月19日《南華早報》最先刊載），恰巧該年亦為反右運動50周年，雖然被禁的有八位作者，但以章之反應最為強烈，事件亦以她為代表，但至2007年5月，該批查禁書籍其中的多本仍有見出售。

### 迴響
章本人在1月19日消息被公開當晚發表公開聲明，強烈譴責其封禁行為違反憲法，是因其右派家族身份而剝奪其出版權，著書是為記錄其個人經驗與家族的生活瑣事，也是維繫著人的尊嚴與良知，而且作者「對天堂（著作中所述之逝者各人）的追求和嚮往」，聲明最後並大聲疾呼「祝英台能以生命維護她的愛情，我就能以生命維護我的文字」。而據翌日她接受《明報》專訪時稱，此書在內地出版時亦有刪節（改動九遍共刪去三萬多字，主要刪去反右、文革與及後之中國戲劇改革部份）在禁售令曝光後，中國內地傳媒完全沒有報道此事，港台傳媒的跟進主要集中於《明報》、《中國時報》這兩家報紙；而事件卻在文化界有莫大迴響與震撼。
北京著名維權律師浦志強、異見人士刘晓波、陳子明、台灣作家尉天驄、北京作家余杰、內地著名戲劇作家沙叶新、北京學者陳小雅，以至前新華社副社長李普等上百位海內外人士分別發表聲明支持章之抗議行動，並聲討中宣部之封殺行為；另盛雪等25人更發動網上簽名聲援，台灣方面由報告文學女作家師瓊瑜發起聯署簽名支援（新聞、聲明全文詳見外部連結）；1月26日下午台灣行政院大陸委員會記者會上，副主任委員劉德勳代表台灣政府聲援章女士，並對其深表敬佩。另上節提到的北大教授孔庆东卻於1月24日晚上在其網誌發表支持其出版自由，但對章之著作有其個人質疑與批評。
而是次被查禁之部分書籍於香港出版繁體字版本時，章亦有替其撰寫序言與感想。

### 官方及官員反應與後續
但在1月30日，鄔書林秘書接受自由亞洲電台訪問時否認有封殺書籍一事，指事件純屬炒作新聞，更指章不在場，不知會上內容。2月1日的新加坡《聯合早報》報道採訪出版總署負責人證實會議的召開，亦證實有五部著作因內容不良被批評，《伶》一書亦受批評（其他的涉及內容被投訴、買賣書號等問題，詳見外部連結），但否認「因人廢書」，發言人亦引述鄔的講話：「作者怎麼寫、寫什麼，這屬於作者的創作自由。我們不搞因書廢人，或者是因人廢書；但出版社應該遵守國家關於出版的法令規定。」，而國家新聞出版總署副局長閻曉宏與鄔本人在2月8日分別在北京國務院新聞辦公室與國台辦會議上分別對記者否定禁書事宜，強調「確有查處，但沒有查禁」，並強調查禁需先認定再依相關法律處理。
而章委托其律師浦志強回應時駁斥總署沒有說明批評出版社的原因，屬違憲行為；亦有證據證明《伶》書已不能再版，強調其禁書消息來源「不止一兩個，恐怕也不止三個」，而據過去數年的多個查禁例子來看，查禁書籍根本沒有正式紅頭文件可言。
2007年3月1日香港《明報》報道：近期中國內地網上流傳一份「新聞報道通氣會紀要」，其中中宣部副部長李東生在1月12日的一次會議上公佈，是他下令是次禁書的命令，原因是該批書的內容「越線」。
2007年3月上旬「兩會」期間，亦有與會者對事件發表意見：全國政協委員的作家張賢亮表示該批書不應被禁；另一位政協委員趙啟正亦表示事件有操作失誤之處，但趙亦表示對禁書事件的了解是從香港報紙上得知。但新聞出版總署署長龍新民在3月5日人大會議後再次重申「沒有八本禁書一事，政府尊重作家創作自由，目前這些『禁書』都可在網上看到或買到」，龍也同時證實當天「通氣會」的批評事宜。

### 中國大陸網絡上反應
在內地百度搜索引擎上以「章詒和」關鍵字搜尋可搜尋得部分聲明與對禁書的評論與《伶》書的轉載，但當選擇一些門戶網站的該類連結瀏覽時，網頁則以「123」置換整篇文章，如21CN的《黎明：谁敢说“不许对出版署叫板”？》和《章诒和：我的声明和态度》等。另據2月9日香港《文匯報》報道，內地各大網站已收到宣傳主管部門下發的通知，指近來網上流傳「新聞出版總署查禁八本圖書」消息「嚴重失實」，要求立即清理所有借此攻擊中國新聞出版制度的帖文，網站論壇及其博客也不得討論此事。目前章詒和贴吧已被封禁。

## 著作书目
- 《中國戲曲》（中國文化藝術叢書）章詒和主編，文化藝術出版社1999年1月初版，ISBN 7-5039-1837-3 /J.554
- 《往事並不如煙》人民文學出版社2004年1月北京初版，ISBN 7-02-004440-9 /I.3872（只印4次，共發行十六萬冊，但據《明報》報道總數為三十萬冊，这还不包括数量无法统计的盗版印刷数量，由此可见其畅销度。）
- 《最後的貴族》牛津大學出版社2004年3月10日香港初版，ISBN 0-19-597065-9
- 《往事並不如煙》時報出版2004年10月25日台北初版，ISBN 9571342106
- 橫澤泰夫 譯，集廣舍、中國書店2007年11月初版，ISBN 9784903316048
- 《一陣風，留下了千古絕唱》長江文藝出版社2005年2月初版（首印十五萬冊封存並未發行，2004年第29期《鳳凰周刊》 （页面存档备份，存于）、2004年9月29日《中國青年報》冰點周刊1,2,3,4首發）
- 《一陣風，留下了千古絕唱》牛津大學出版社2005年1月18日香港初版（2007年修訂再版），ISBN 0-19-597498-0
- 《一陣風，留下了千古絕唱》時報出版2005年1月31日台北初版，ISBN 9571342661
- 《英租界名流在文革的故事》濯非著、章詒和主編，香港明報出版社2005年2月1日初版，ISBN 962-887-162-5
- 《伶人往事─寫給不看戲的人看》香港明報出版社2006年7月初版，ISBN 962-891-837-0 ；台灣時報出版2006年7月初版，ISBN 9571345199 ；湖南文藝出版社2006年10月初版，ISBN 7-5404-3817-7 /I.2319（初印十萬冊）
- 《伶人往事》網上節錄：2006年第2期《鳳凰周刊》 （页面存档备份，存于）節選首發；《明報月刊》2006年1、2月、7月號、二閒堂、五柳村全文首發。
- 《顺长江，水流残月──泪祭罗隆基》，刊於明報月刊2007年5月號
- 《順長江水流殘月》牛津大學出版社2007年7月初版，ISBN 978-0-195496-36-9
- 《五十年無祭而祭》章詒和、沈志華、章立凡、徐慶全、謝泳合著，星克爾出版有限公司2007年9月初版，ISBN 978-988-994554-1
- 《雲山幾盤，江流幾灣》章詒和 著，台灣時報出版2007年12月初版，ISBN 978-957-13-4557-2
- 《一半煙遮，一半雲埋》章詒和 著，星克爾出版有限公司2007年12月初版，ISBN 9789889945534
- 2005年章詒和主編有《往事並不如煙》系列（香港出版；該系列分別有章立凡的《君子之交》、康正果的《我的反動自述》、朱正的《反右派鬥爭始末》上下冊、杜高的《我不再是我—一個右派分子的精神死亡檔案》、張元勳的《北大一九五七》、濯非著、章詒和的《英租界名流在文革的故事》、沈容的《紅色記憶》、許覺民的《走近林昭》、王文正的《共和國第一冤案（胡風反革命集團案真相）》。
- 《中國為什麽不高興》（與黎鳴、王文元、賀雄飛、李建軍、周非合著）世界知識出版社2009年5月初版，ISBN 9787501233045
- 《這樣事和誰細講》牛津大學出版社2009年12月初版，ISBN 9780198019299 ；台灣時報出版社2009年11月初版，ISBN 9789571351193
- 《四手聯彈》（與賀衛方合著）廣西師範大學版社2010年4月初版，ISBN 9787563396979 ；香港牛津大學出版社2010年4月初版，ISBN 978-0-19-396438-9
- 《總是淒涼調》台湾時報文化2011年4月初版，ISBN 9789571353562
- 《劉氏女‧楊氏女》台灣時報文化2011年12月初版，ISBN 9789571354781
- 《劉氏女》台灣時報文化2015年1月二版，ISBN 9789571361604
- 《楊氏女》台灣時報文化2015年2月二版，ISBN 9789571361994
- 《鄒氏女》台灣時報文化2014年12月初版，ISBN 9789571361437
- 《錢氏女》台灣時報文化2015年10月初版，ISBN 9789571364179